# Làng lịch sử Shirakawa-go và Gokayama
Làng lịch sử Shirakawa-go và Gokayama là một Di sản thế giới được UNESCO công nhận tại Nhật Bản. Tài sản văn hóa bao gồm ba ngôi làng miền núi lịch sử có tổng diện tích 68 hécta (170 mẫu Anh) trong thung lũng sông Shogawa xa xôi, trải dài qua ranh giới của hai tỉnh Gifu và Toyama ở miền trung Nhật Bản. Shirakawa-gō (白川郷, "bạch xuyên hương", nghĩa là "làng của con sông trắng") nằm tại Shirakawa thuộc tỉnh Gifu. Gokayama (五箇山, "ngũ cá sơn", nghĩa là "năm ngọn núi") được phân chia thành các làng Kamitaira và Taira ở Nanto, thuộc tỉnh Toyama.
Thung lũng nằm trong một vùng núi có tuyết rơi đáng kể và những ngôi làng này nổi tiếng với các nhà nông trại, được xây dựng theo phong cách kiến trúc được gọi là Gasshō-zukuri (合掌造り, "hợp chưởng tạo"), được thiết kế để dễ dàng tuyết rơi xuống từ mái nhà của họ.

## Địa lý
Ba ngôi làng nằm trong một thung lũng xa xôi, được bao quanh bởi những ngọn núi cao và hiểm trở, có tuyết rơi đặc biệt nhiều vào mùa đông. Xa xôi và khó tiếp cận đã hạn chế nghiêm trọng việc kết nối khu vực này với thế giới bên ngoài cho đến khoảng những năm 1950. Tuy nhiên, sự cô lập này đã dẫn đến sự phát triển của văn hóa và truyền thống độc đáo, bao gồm cả truyền thống kiến trúc của các nhà nông trại theo phong cách Gasshō được lưu truyền qua nhiều thế hệ. Trong một khoảng thời gian, khu vực này được gọi là "khu vực chưa được khám phá cuối cùng của Nhật Bản".:45
Nằm ở trung tâm của khu vực này là sông Shō. Nó hình thành ở vùng núi phía nam, sau đó chảy về phía bắc ra biển Nhật Bản, dọc theo một thung lũng sâu, quanh co và hẹp, bao quanh là những ngọn núi cao tới 1.500 mét (4.921 ft). Với địa hình này nên phần lớn các ngôi làng trong khu vực này nằm trong dải đất hẹp dọc theo thung lũng.:45

## Lịch sử
Núi Haku là ngọn núi chính trong khu vực này và đã được coi là một đỉnh núi thiêng liêng từ thời cổ đại. Vào thế kỷ thứ 8, khu vực Shirakawa-gō và Gokayama đã trở thành một địa điểm cho các thực hành tôn giáo khổ hạnh, và thờ cúng thần núi, tập trung vào núi Haku.:45
Một thời gian dài sau đó, khu vực này nằm dưới sự kiểm soát của Thiên thai tông thuộc Phật giáo Nhật Bản. Truyền thống Ochi-udo Dentsetsu (truyền thuyết về những chiến binh bại trận trốn chạy đến vùng sâu xa) vẫn còn tồn tại đến ngày nay. Thiên thai tông được thay thế bởi Tịnh độ chân tông vào thế kỷ 13 và vẫn là ảnh hưởng tôn giáo chính cho đến ngày nay.:46

## Nông nghiệp và sản xuất
Địa hình đồi núi và vùng đất bằng phẳng của khu vực này cung cấp rất ít điều kiện cho việc trồng lúa truyền thống. Trong quá khứ thì những người nông dân đã phải trồng thêm kiều mạch và kê. Tuy nhiên, nông nghiệp chỉ ở mức tự cung tự cấp. Trong số các sản phẩm có thể bán được từ khu vực này là giấy Nhật Bản (washi), đá tiêu để sản xuất Thuốc súng và nghề trồng dâu nuôi tằm. Việc nuôi tằm bắt đầu từ thế kỷ 16 nhưng kể từ đó đã hoàn toàn biến mất. Đó có thể là do yêu cầu về số lượng lớn không gian trong nhà cho các giường tằm và dự trữ nguồn lá dâu cho chúng dẫn đến ngôi nhà kiểu Gasshō với sự phân chia nhiều tầng trên không gian mái nhà để tăng diện tích cử dụng.:46–47

## Xây nhà
Kỹ thuật xây dựng theo phong cách Gasshō (kiểu mái nhà hình bàn tay cầu nguyện) được đặc trưng bởi một mái nhà dốc nghiêng, giống như hai bàn tay chuẩn bị cầu nguyện. Thiết kế đặc biệt mạnh mẽ, kết hợp với các tính năng độc đáo của mái tranh cho phép các ngôi nhà chịu được và giảm bớt sức nặng của tuyết rơi khi vào mùa đông.:70
Những ngôi nhà rất lớn, có ba đến bốn tầng nằm giữa những mái hiên thấp và trong lịch sử, chúng có ý định để sử dụng sinh hoạt cho các gia đình lớn và một không gian hiệu quả cao cho nhiều ngành sản xuất. Những ngọn núi rậm rạp của khu vực chiếm 96% diện tích đất trong khu vực và trước khi có máy móc, các dải đất hẹp chạy dọc theo chiều dài của thung lũng sông bị giới hạn diện tích dành cho nông nghiệp và xây dựng nhà ở. Các tầng trên của ngôi nhà thường được dùng cho việc nuôi tằm, trong khi tầng trệt được dùng để sản xuất đá tiêu, một trong những nguyên liệu thô cần thiết cho sản xuất thuốc súng.
Về mặt kiến trúc thì đây là những ngôi nhà trang trại quan trọng và hiếm nhất tại Nhật Bản. Việc tập hợp rất nhiều những ví dụ còn tồn tại là một yếu tố gúp nó được UNESCO công nhận là Di sản thế giới. 

## Di sản thế giới

### Làng Ogimachi

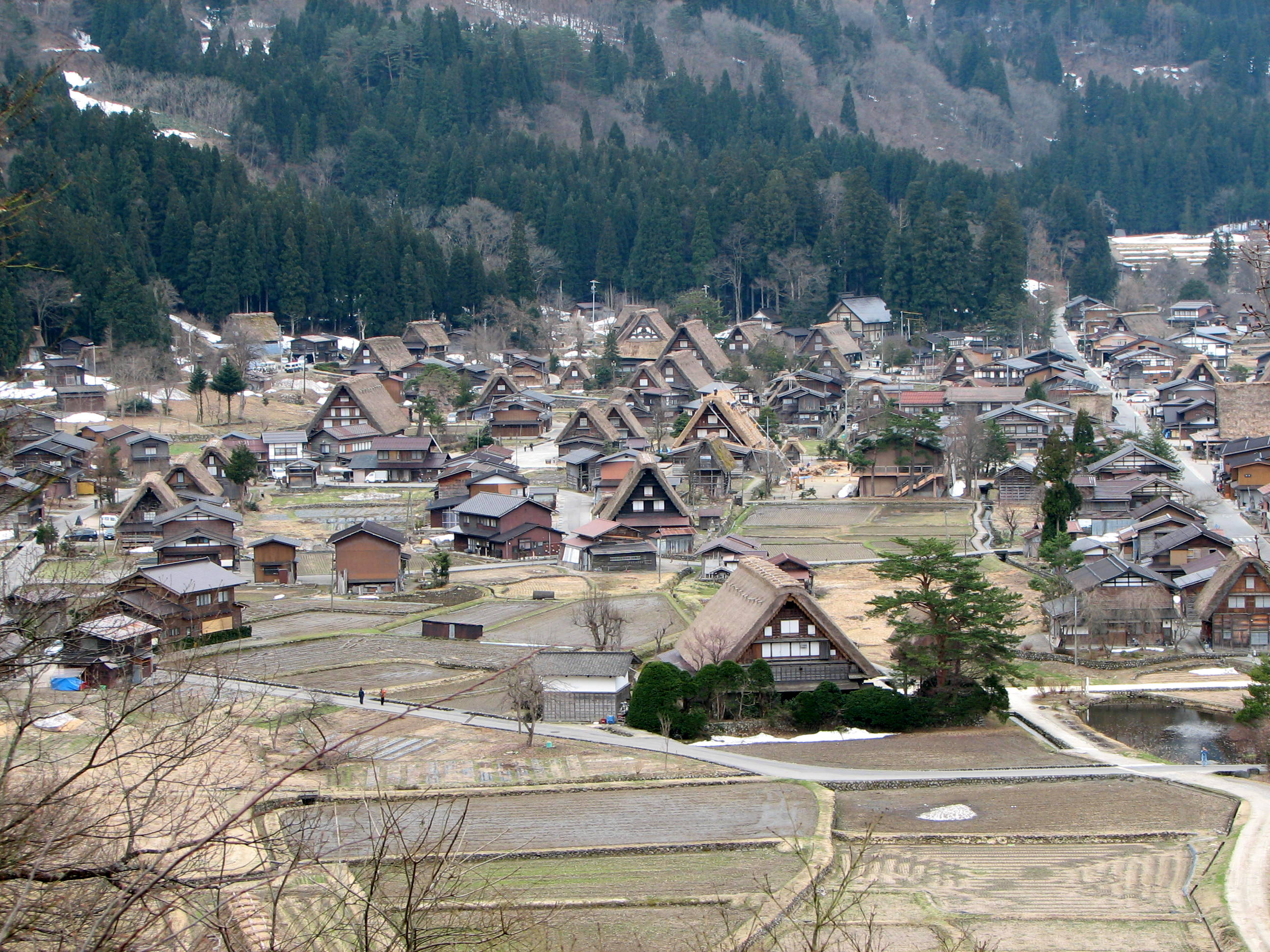
Làng Ogimachi

Trong khoảng thời gian được công nhận là Di sản thế giới vào tháng 8 năm 1994, Ogimachi có 152 hộ gia đình và có dân số 634 người. Các tài liệu từ năm 1876 cho thấy rằng làng Ogimachi có 99 hộ gia đình vào thời điểm đó, và là ngôi làng lớn nhất trong số 23 ngôi làng nằm trong Shirakawa-Muri. Phần trung tâm của ngôi làng nằm trên một khu vực đất cao ở phía đông của sông Sho, có chiều dài khoảng 1500 mét và rộng 350 mét, ở độ cao khoảng 500 mét.
Hầu hết các nhà trang trại được ngăn cách với nhau bởi những mảnh đất canh tác nhỏ. Một mạng lưới các con đường nhỏ có chiều rộng từ 2-4 mét kết nối những ngôi nhà này và có từ thời kỳ Edo. Một con đường rộng hơn 6 mét chạy theo hướng bắc nam qua trung tâm ngôi làng đã được xây dựng vào năm 1890. Những ngôi nhà được xây dựng trên nền đất dốc gần chân núi nằm trên các tầng bậc nhỏ, được hỗ trợ bởi tường đá. Hầu hết các mảnh đất để sản xuất lúa hoặc ngũ cốc đều rất nhỏ, với những mảnh đất lớn hơn ở phía bắc và phía nam của ngôi làng. Một đền thờ Thần đạo nằm ở phía nam, ngoài ra là hai ngôi chùa Phật giáo Tịnh độ chân tông.:48
Ngôi làng có 117 tòa nhà và 7 cấu trúc khác được bảo tồn. Trong số này có 59 nhà nông trại Gasshō hầu hết được xây dựng từ cuối thời kỳ Edo đến cuối Minh Trị (đầu thế kỷ 19 đến đầu thế kỷ 20). Tất cả những chóp nhà Gasshō đều được xây dựng song song với sông Sho tạo ra một khung cảnh thống nhất và hấp dẫn.:48–49

### Làng Ainokura
Làng Ainokura nằm trên một cao nguyên bậc thang phía trên sông Sho nhưng hẹp về phía tây. Ngôi làng nằm ở độ cao 400 mét và được bao quanh bởi núi và rừng. Một con đường hẹp cũ chạy từ đông bắc đến tây nam qua trung tâm làng, trở thành tuyến đường vào núi chính được xây dựng vào năm 1887. Tuy nhiên, một con đường mới và rộng hơn được xây dựng vào năm 1958 làm gián đoạn khung cảnh của ngôi làng.:50
Vào tháng 8 năm 1994, ngôi làng có 27 hộ gia đình với 90 người. Tuy nhiên vào năm 1887, ngôi làng có 47 hộ gia đình, trở thành làng lớn thứ tư trong số 25 ngôi làng ở khu vực Taira-mura. Hầu hết các ngôi nhà đều nằm trên tầng bậc bằng phẳng với những bức tường đá và không gian nhỏ xung quanh. Những cánh đồng lúa được tưới tiêu bao quanh các khu vực nhà ở nhỏ và không đều. Những cánh đồng lúa lớn hơn được tìm thấy ở phía đông bắc của làng. Làng Ainokura có truyền thống trồng trọt mạnh nhất trong số tất cả các ngôi làng ở Taira-mura. Tuy nhiên, ngành sản xuất công nghiệp đã không được đưa vào ở đây vào những năm 1950, khi thúc đẩy tự cung cấp lương thực dẫn đến các cánh đồng trồng dâu được chuyển đổi sang sản xuất lúa gạo.:50–51
Ngôi làng có 67 tòa nhà và 5 cấu trúc bổ sung nằm trong khu bảo tồn. Trong số này có 20 ngôi nhà trang trại Gasshō ban đầu nhưng đã tăng lên thành 23 nhà, và hầu hết chúng có lịch sử từ cuối thời kỳ Edo đến cuối thời kỳ Minh Trị (đầu thế kỷ 19 đến đầu thế kỷ 20), nhưng có ngôi nhà lâu đời nhất là từ thế kỷ 17. Một đền thờ Thần đạo nằm trên khu vực đất cao gần trung tâm làng và ngày nay được bao quanh bởi những cây tuyết tùng Nhật Bản. Ngoài ra, ngôi làng cũng có một ngôi chùa Phật giáo Tịnh độ chân tông.:51

### Làng Suganuma
Suganuma là ngôi làng nhỏ nhất trong ba số ba ngôi làng nằm trong danh sách Di sản thế giới. Tại đây chỉ có 8 hộ gia đình với 40 người vào năm 1994. Ngôi làng nằm ở độ cao khoảng 330 mét trên một cao nguyên bậc thang có kích thước 230x240 mét, với sườn dốc về phía nam. Các khu rừng tại đây có tác dụng giữ không cho tuyết lở xuống ngôi làng và cũng nằm trong ranh giới di sản. Việc chặt phá cây cối ở đây bị cấm. Ngoài một cánh đồng lúa lớn được tưới tiêu ở phía dưới làng, tất cả các cánh đồng lúa khác hoặc các mảnh đất trồng trọt bao quanh các nhà trang trại. Thủy lợi được đưa vào từ năm 1945, và đất trước đó được sử dụng để trồng dâu làm thức ăn cho tằm.
Ngôi làng có 28 tòa nhà và 2 cấu trúc khác được bảo tồn, trong số đó có 9 nhà theo kiến trúc Gasshō hiện vẫn còn, trong đó có 2 ngôi nhà được xây dựng vào cuối thời kỳ Edo (đầu thế kỷ 19), 6 ngôi nhà được xây dựng vào thời Minh Trị (từ năm 1868 đến 1912), còn ngôi nhà cuối cùng được xây dựng vào năm 1926. Các nhà kho được xây dựng bằng gỗ hoặc tường đất và được xây dựng xa các nhà để giảm nguy cơ hỏa hoạn. Đền thờ Thần đạo thờ vị thần làng ngày nay nằm trên một khu vực có độ cao nhẹ, nhưng đã hai lần được di dời kể từ những năm 1930.:53

## Hình ảnh

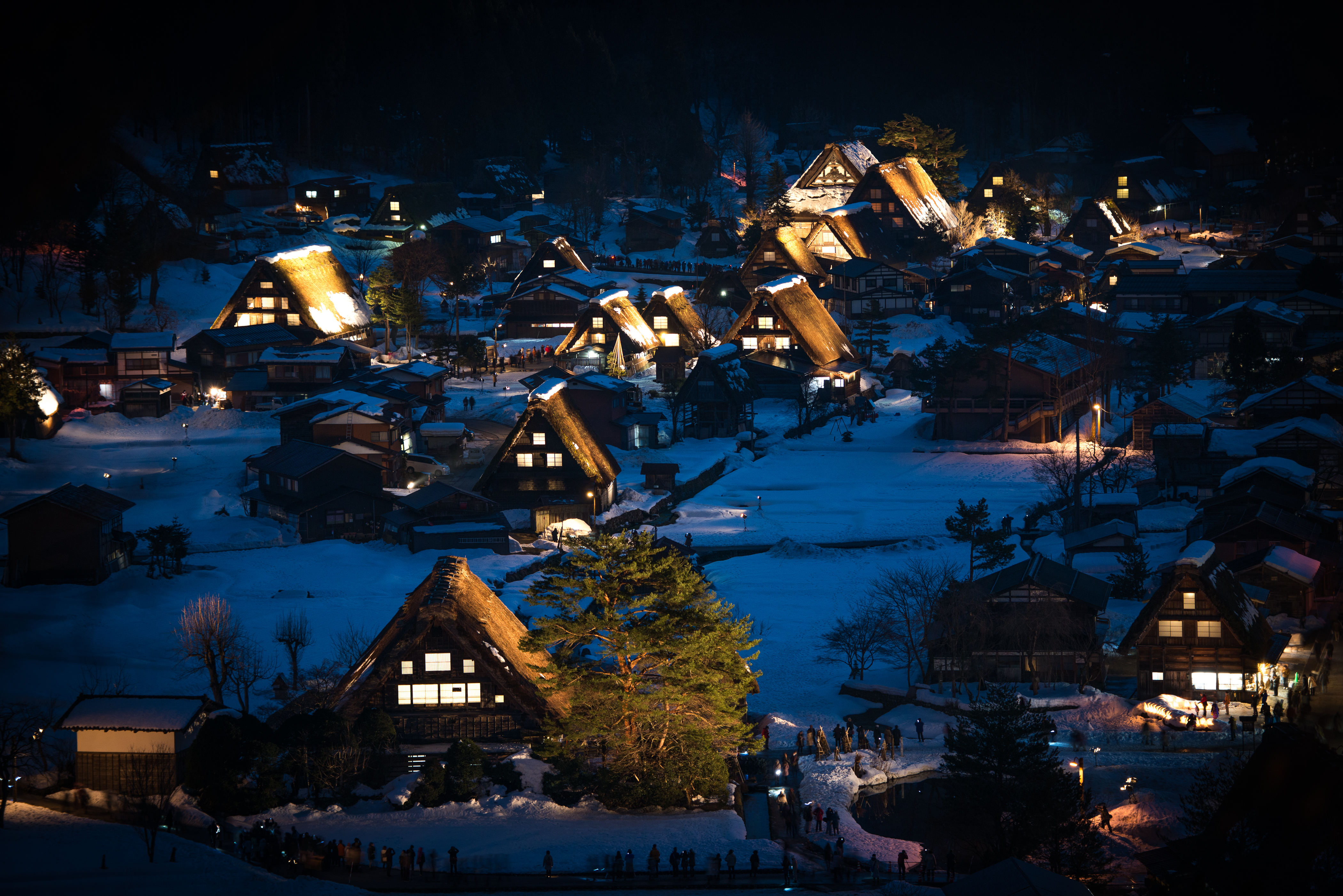
Shirakawa-go về đêm
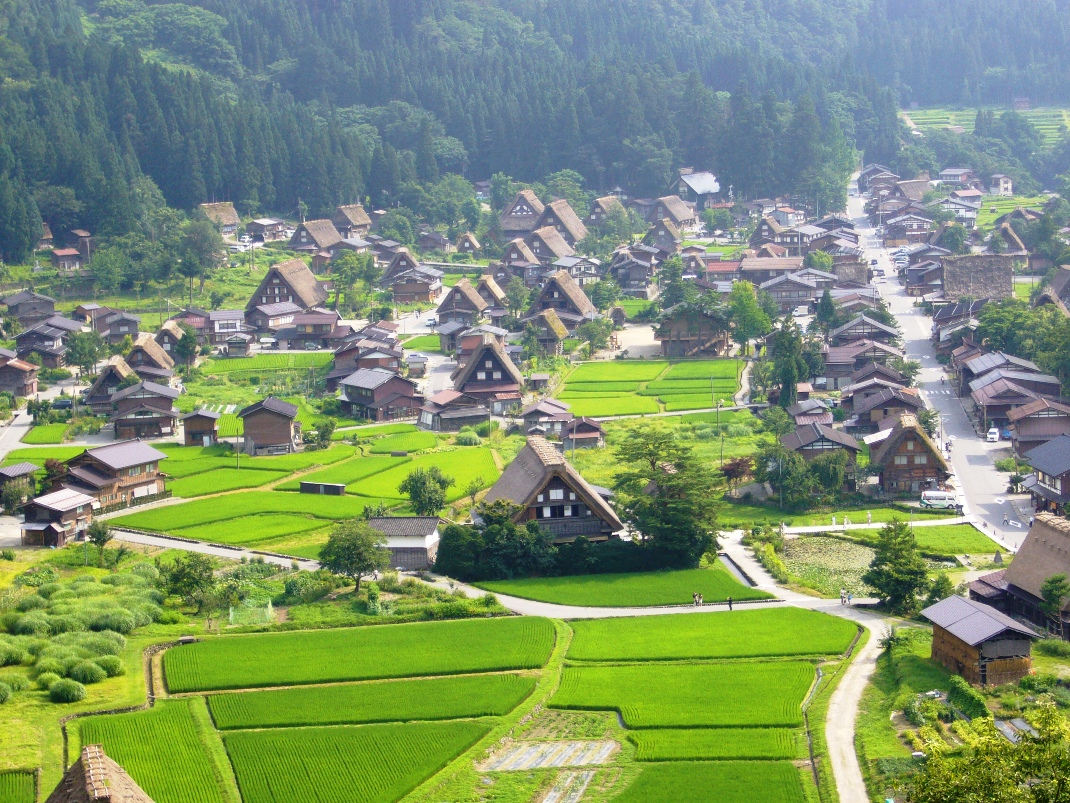
Toàn cảnh làng
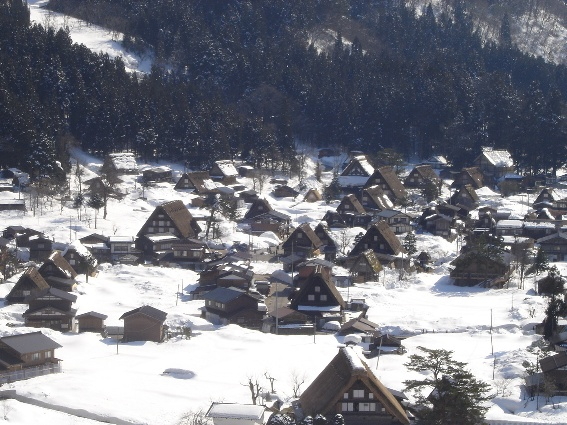
Toàn cảnh làng vào mùa đông
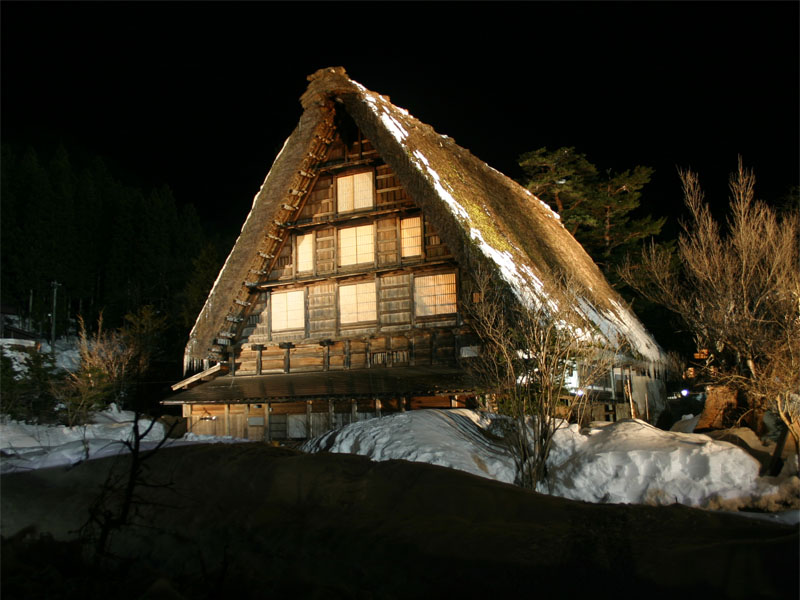
Một ngôi nhà trong làng
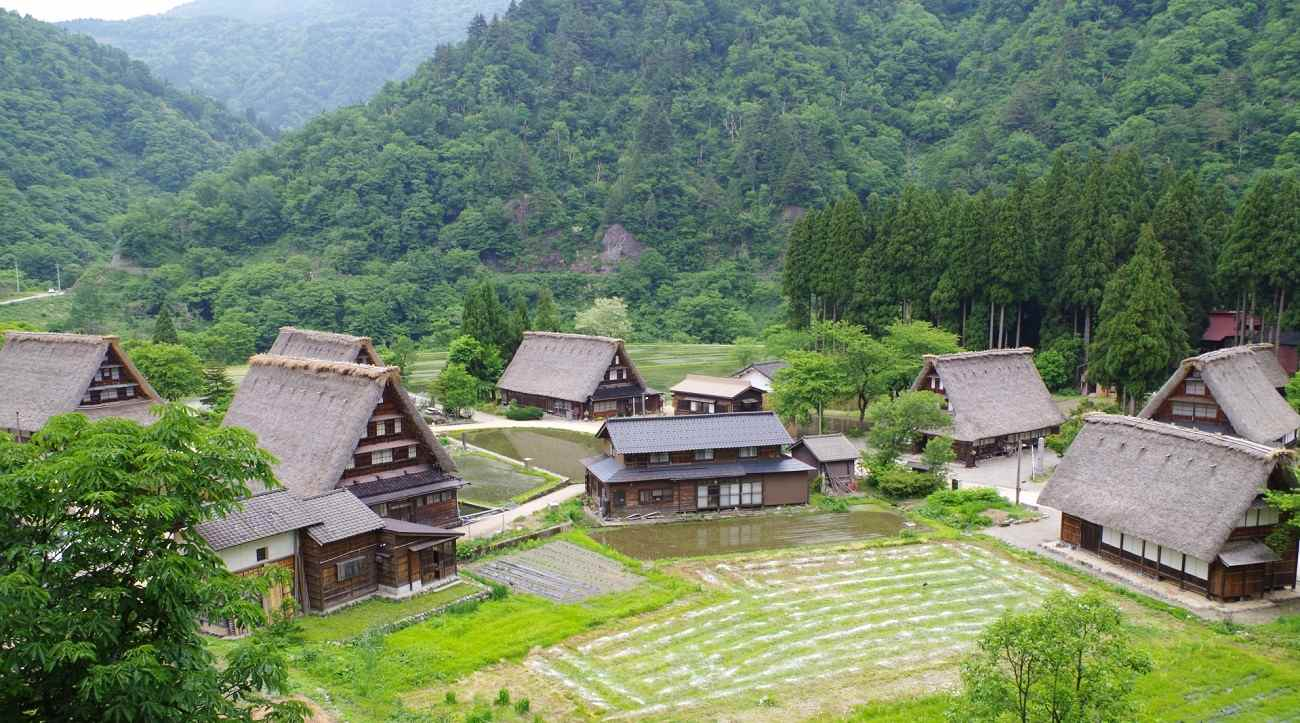
Làng cổ Gokayama